# Thomas Nordseth-Tiller
Thomas Nordseth-Tiller (Lørenskog, 27 november 1980 - Oslo, 12 mei 2009) was een Noors scenarioschrijver.
Nordseth-Tiller studeerde cinematografie in Oslo, Perth en San Francisco. Hij werd bekend als scenarioschrijver van de film Max Manus. De film werd een groot commercieel succes en werd de op een na best bekeken film in Noorwegen ooit. Het opende een publiek debat over de rol van de echte Max Manus in het verzet en het Noorse verzet in het algemeen.
Na Max Manus kondigde Nordseth-Tiller aan dat hij werkte aan een scenario over de communistische verzetsstrijder Asbjørn Sunde. Hij kreeg begin 2009 echter plots kanker en stierf in mei van dat jaar, de dag dat Max Manus in première ging in Zweden.